# Miriama Bočková
Miriama Bočková (* 24. Februar 1994 als Miriama Matulová) ist eine slowakische Fußballschiedsrichterin.
Seit 2020 steht sie auf der Liste der FIFA-Schiedsrichter und leitet internationale Fußballpartien.
Bei der U-17-Europameisterschaft 2024 in Schweden pfiff Bočková zwei Gruppenspiele.
Zudem leitet sie Spiele in der Women’s Nations League sowie Qualifikations- und Freundschaftsspiele.